# Orgeln des Moskauer Konservatoriums

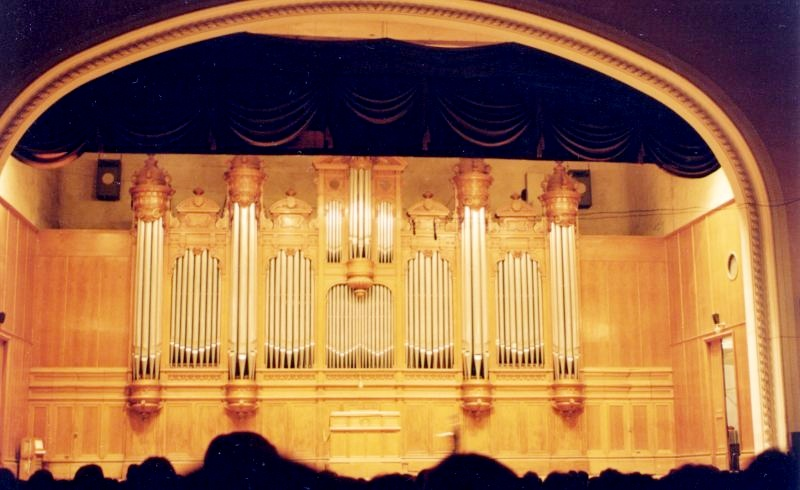
Cavaillé-Coll-Mutin-Orgel im Großen Saal

Die Orgeln des Moskauer Konservatoriums gehören zu den ältesten erhaltenen der Stadt. Die Orgel im Großen Saal wurde 1899 von Charles Mutin als Nachfolger von Aristide Cavaillé-Coll gebaut. Sie gilt als die bedeutendste historische Orgel in  Russland. Eine Orgel von Friedrich Ladegast von 1868 stand ebenfalls lange Zeit im Konservatorium. Sie ist die älteste erhaltene in Russland und befindet sich jetzt im Musikmuseum.

## Mutin-Orgel im Großen Saal

### Geschichte

#### Moskauer Konservatorium

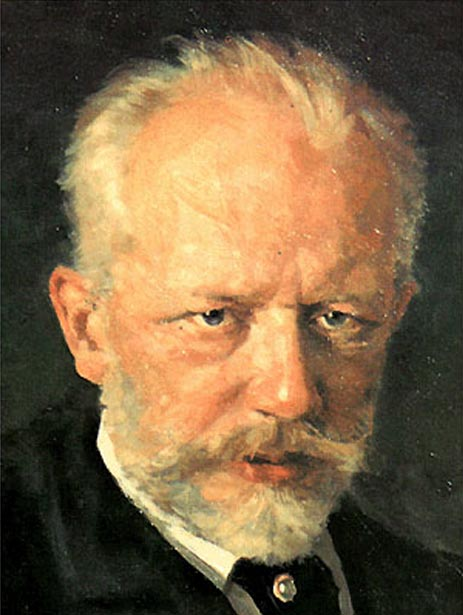
Peter Tschaikowski, 1893

1866 wurde das Konservatorium in Moskau gegründet. Es war die bedeutendste musikalische Ausbildungsstätte in Russland. 1885 wurde eine Unterrichtsklasse für Orgel eingerichtet. Dafür wurde ein Instrument von Friedrich Ladegast (von 1868) angeschafft.

#### Orgelbau
Für den neu zu bauenden Großen Saal empfahl der Komponist Peter Tschaikowski ein Instrument von Aristide Cavaillé-Coll aus Paris zu bestellen, der als der bedeutendste Orgelbauer seiner Zeit galt. Die Bestellung wurde im August 1897 abgegeben. Ob und in welchem Maße dieser an Entwürfen und anderen Arbeiten für die Orgel beteiligt war, muss die Forschung noch zeigen. Im Sommer 1898 übernahm Charles Mutin die Werkstatt „A. Cavaillé-Coll et Fils Cie.“ Dieses Instrument war sein erster größerer eigener Orgelbau.
Im Jahr 1900 präsentierte er die Orgel auf der Weltausstellung in Paris im russischen Pavillon. Er erlangte damit große Aufmerksamkeit. Im darauffolgenden Jahr wurde das Instrument in Moskau aufgebaut. Im Mai 1901 wurde es mit einer Komposition von Charles-Marie Widor feierlich eingeweiht. Sie war die erste größere Orgel für einen Konzertbetrieb außerhalb von Kirchen in Moskau.

#### Restaurierungen und Reparaturen

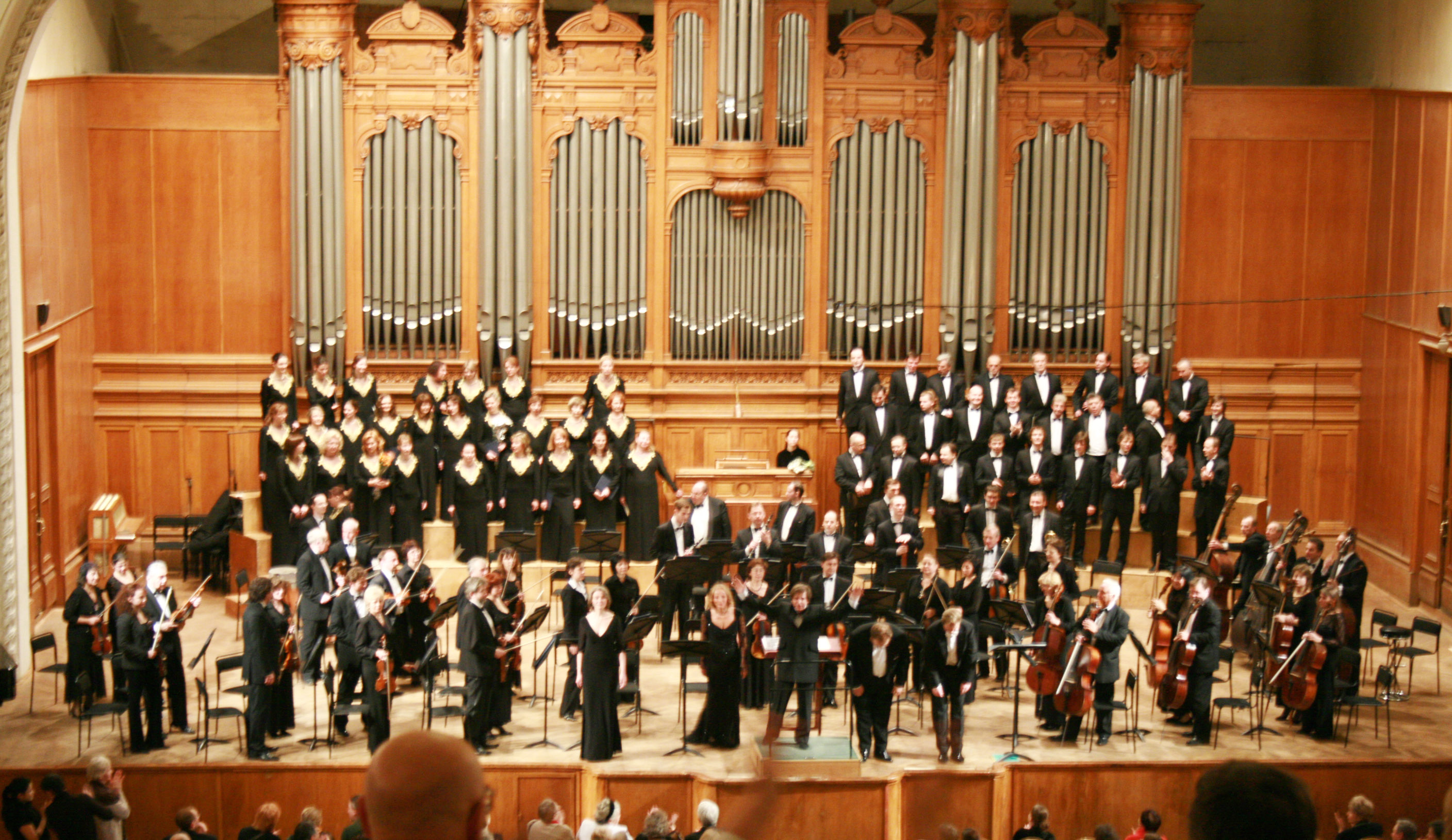
Konzert im Großen Saal

Die Orgel blieb auch nach der Revolution 1917 bestehen und viele Jahre unverändert. 1958 führten Hermann Lahmann aus Leipzig und 1968 W. Sauer aus Frankfurt einige Restaurierungsarbeiten durch, 1975 bis 1979 dann Michel, Merklin & Kuhn aus Lyon. Von 2014 bis 2016 wurde das Instrument von Rieger Orgelbau aus Schwarzach in Österreich restauriert, die Änderungen von 1979 rückgängig gemacht und die Disposition von 1899 rekonstruiert.
Die Orgel besteht weitgehend im originalen Zustand und ist die bedeutendste historische Orgel in Russland. Cavaillé-Coll hatte das Instrument noch persönlich im Montagesaal seiner Firma gehört und die Aufstellung auf der Pariser Weltausstellung angeregt. Charles Marie Widor empfahl vor der Aufstellung in Moskau den Austausch der Unda maris (2016 rekonstruiert) gegen eine Flûte conique. 

### Disposition
Das Instrument verfügt über 48 Register, die auf drei Manuale und Pedal sind. Die Disposition lautet wie folgt:
| I Grand Orgue C–g3 |       |
| Montre             | 16′   |
| Bourdon            | 16′   |
| Montre             | 8′    |
| Flûte harmonique   | 8′    |
| Violoncelle        | 8′    |
| Bourdon            | 8′    |
| Prestant           | 4′    |
| Quinte             | 2 ⁄3′ |
| Doublette          | 2′    |
| Plein Jeu V        |       |
| Cornet V           |       |
| Bombarde           | 16′   |
| Trompette          | 8′    |
| Clairon            | 4′    |

| II Positif-expressiv C–g3 |     |
| Quintaton                 | 16′ |
| Flûte harmonique          | 8′  |
| Salicional                | 8′  |
| Flûte conique             | 8′  |
| Cor de Nuit               | 8′  |
| Principal                 | 4′  |
| Flûte douce               | 4′  |
| Doublette                 | 2′  |
| Cornet V                  | 8′  |
| Trompette                 | 8′  |
| Basson                    | 8′  |
| Cromorne                  | 8′  |

| III Récit expressif C–g3 |     |  |
| Bourdon                  | 16′ |  |
| Diapason                 | 8′  |  |
| Flûte traversière        | 8′  |  |
| Viole de Gambe           | 8′  |  |
| Voix céleste             | 8′  |  |
| Flûte octaviante         | 4′  |  |
| Octavin                  | 2′  |  |
| Plein Jeu                | IV  |  |
| Basson                   | 16′ |  |
| Trompette                | 8′  |  |
| Basson/Hautbois          | 8′  |  |
| Clairon harmonique       | 4′  |  |
| Tremolo                  |     |  |
| En chamade               |     |  |
| Trompette                | 8′  |  |
| Clairon                  | 4′  |  |

| Pédale C–g1 |     |
| Flûte       | 32′ |
| Contrabasse | 16′ |
| Soubasse    | 16′ |
| Flûte       | 8′  |
| Violoncelle | 8′  |
| Bourdon     | 8′  |
| Flûte       | 4′  |
| Bombarde    | 16′ |
| Trompette   | 8′  |
| Clairon     | 4′  |

- Koppeln: I/I Super, I/I Sub, II/I, II/II Super, II/II Sub, III/I, III/II, III/III Super, III/III Sub, I/P, II/P, III/P
- Spielhilfen:
  - Zungen an/ab: I, II, III Récit, III Chamade, P
  - jeux de combinaison: I, II, III, P
  - Expression II, III

## Schuke-Orgel im Kleinen Saal

### Geschichte
Für den Kleinen Saal im Tanejew-Gebäude wurde 1959 eine Orgel von Hans-Joachim Schuke aus Potsdam aufgebaut. Sie ersetzte das Instrument von Friedrich Ladegast aus dem Jahr 1868. Die Schuke-Orgel war größer und sie stand in der Tradition der Orgelbewegung, die einem barocken Klangbild verpflichtet war.
Die Orgel wird auch heute vor allem für die Ausbildung von Orgelschülern im Konservatorium genutzt. Sie ist dazu ein Veranstaltungsort des jährlichen Alexander Goedicke International Organ Competition. Außerdem finden im Kleinen Saal regelmäßig öffentliche Konzerte, vor allem mit Kammermusik statt.

### Disposition
Die Orgel hat 26 Register mit zwei Manualen. Sie hat folgende Disposition
| I Hauptwerk C–g3 |            |       |
| 1.               | Quintadena | 16′   |
| 2.               | Principal  | 8′    |
| 3.               | Rohrflöte  | 8′    |
| 4.               | Oktave     | 4′    |
| 5.               | Spitzflöte | 4′    |
| 6.               | Nassat     | 2 ⁄3′ |
| 7.               | Nachthorn  | 2′    |
| 8.               | Mixtur V   |       |
| 9.               | Cymbel III |       |
| 10.              | Trompete   | 8′    |
|                  | Tremolo    |       |

| II Oberwerk C–g3 |                       |        |
| 11.              | Gedackt               | 8′     |
| 12.              | Principal             | 4′     |
| 13.              | Nachthorn             | 4′     |
| 14.              | Oktave                | 2′     |
| 15.              | Terz                  | 1 3⁄5′ |
| 16.              | Quinte                | 1 ⁄3′  |
| 17.              | Sifflöte              | 1′     |
| 18.              | Scharff IV            |        |
| 19.              | Krummhorn             | 8′     |
|                  | Glockenspiel (G–fis²) |        |

| Pedal C–f1 |           |     |
| 20.        | Subbass   | 16′ |
| 21.        | Oktave    | 8'  |
| 22.        | Bassflöte | 8′  |
| 23.        | Oktave    | 4′  |
| 24.        | Mixtur V  |     |
| 25.        | Posaune   | 16′ |
| 26.        | Trompete  | 8′  |

- Koppeln: II/I, I/P, II/P

Technische Daten
- im Prospekt: Principal 8′, Posaune 16′
- Schleifladen
- mechanische Tastentraktur
- mechanisches Registerwerk
- 40 Pfeifenreihen
- 1898 Pfeifen

## Ladegast-Orgel vorher im Kleinen Saal

### Geschichte
Im Kleinen Saal stand bis 1959 eine Orgel von Friedrich Ladegast (II/P/16).
Diese war im Jahr 1868 für den Moskauer Bürger Wassilij Chludow als Salonorgel in dessen Privathaus aufgebaut worden. 1886 schenkte er sie dem Konservatorium und bezahlte den Aufbau. 1898 wurde die Orgel in den neu gebauten Kleinen Saal umgesetzt. Dort diente sie über 60 Jahre der Ausbildung von Orgelschülern und für Konzerte.
1959 kam das Instrument in die „Musikschule Sergej Prokofjew“ in Moskau. Dort wurde sie zur Orgelausbildung genutzt, dann aber umgesetzt und durch Schüler erheblich beschädigt. 1987 kam das Instrument in die Dreifaltigkeitskirche im Moskauer Stadtteil Koschewniki. 1992 erwarb sie das Glinka-Museum, wo sie von 1996 bis 1998 durch den litauischen Orgelbauer Rimantas Gučas umfangreich restauriert wurde. Die Ladegast-Orgel steht heute im Foyer des Musikmuseums und wird dort für Konzerte und Vorführungen genutzt. Sie ist die älteste erhaltene Orgel in Russland.

### Disposition
Die Orgel hat 16 Register mit zwei Manualen. Sie hat folgende Disposition
| I Manual C–f3  |     |
| Bourdon        | 16′ |
| Principal      | 8′  |
| Rohrfloete     | 8′  |
| Flauto amabile | 8′  |
| Principal      | 4′  |
| Flauto minor   | 4′  |
| Octave         | 2′  |
| Mixtur II–III  |     |

| II Manual C–f3    |    |
| Gambe             | 8′ |
| Flute traversiere | 8′ |
| Flauto maior      | 8′ |
| Salicional        | 4′ |
| Flauto amabile    | 4′ |
| Clavioline        | 8′ |

| Pedal C–d1 |     |
| Subbass    | 16′ |
| Cello      | 8′  |
| Tremolo    |     |

- Koppeln: II/I, I/P

Technische Daten
- Schleifladen
- Mechanische Spieltraktur
- Mechanische Registratur

## Weitere Orgeln
Es gibt weitere Orgeln für Veranstaltungen und Unterricht:
- Weißer Saal Goll & Cie AG, Luzern, Schweiz, 1968, II/P, 10
- Klasse 44 : Hermann Lahmann, Leipzig, 1959, II/P, 10
- Klasse 407 : Rieger-Kloss, Krnov, Tschechien,  II/P, 4
- Klasse 414 : Rieger-Kloss, 1958, II/P, 10